# Angelo Comastri
Angelo Comastri (ur. 17 września 1943 w Sorano) – włoski duchowny rzymskokatolicki, arcybiskup ad personam, biskup diecezjalny Massa Marittima-Piombino w latach 1990–1994, prałat Loreto w latach 1996–2005, koadiutor bazyliki watykańskiej w latach 2005–2006, przewodniczący Fabryki Świętego Piotra i wikariusz generalny Państwa Watykańskiego w latach 2005–2021, archiprezbiter bazyliki watykańskiej w latach 2006–2021, kardynał od 2007 (najpierw w stopniu diakona, w 2018 promowany do stopnia prezbitera).

## Życiorys
Pochodzi ze skromnej toskańskiej rodziny. Ukończył gimnazjum w seminarium w Pitigliano, a następnie liceum w seminarium regionalnym w Viterbo. Kontynuował naukę i formację w rzymskim wyższym seminarium duchownym, studiując na Papieskim Uniwersytecie Laterańskim, gdzie uzyskał licencjat z teologii. 11 marca 1967 przyjął święcenia kapłańskie i został mianowany wicerektorem seminarium diecezjalnego w Pitigliano. W 1968 rozpoczął pracę w Kongregacji ds. Biskupów; był ojcem duchownym w rzymskim niższym seminarium duchownym i pomocnikiem kapelana więzienia „Regina Coeli”. W 1971 został rektorem seminarium duchownego swojej diecezji w Toskanii, które wówczas cieszyło się wielką liczbą powołań kapłańskich. W 1979 został mianowany proboszczem w Porto Santo Stefano.
25 lipca 1990 Jan Paweł II mianował go biskupem diecezji Marittima-Piombino, a 12 września przyjął święcenia biskupie z rąk kardynała Bernardina Gantina. W 1994 został przewodniczącym Krajowego Ośrodka Powołań i Komitetu Krajowego ds. Wielkiego Jubileuszu Roku 2000. 9 listopada 1996 Papież mianował go arcybiskupem ordynariuszem prałatem prałatury terytorialnej Loreto i delegatem papieskim ds. sanktuarium loretańskiego, zastąpił na tej funkcji Pasquale Macchiego. W Wielkim Poście 2003 prowadził rekolekcje dla Kurii Rzymskiej. 6 lutego 2005 Jan Paweł II mianował go wikariuszem generalnym Państwa Watykańskiego, przewodniczącym Fabryki Świętego Piotra i koadiutorem archiprezbitera bazyliki św. Piotra – kardynała Francesco Marchisano. W 2006 przygotował rozważania wielkopiątkowej Drogi Krzyżowej w Koloseum, a 31 października tego samego roku został mianowany archiprezbiterem bazyliki watykańskiej. 20 lutego 2021 Franciszek przyjął jego rezygnację z pełnionych urzędów.
W przeddzień śmierci papieża Jana Pawła II wygłosił często cytowane przez światowe agencje słowa: Tego wieczoru lub tej nocy Chrystus otworzy drzwi papieżowi.
Amerykański znawca Watykanu John Allen z „National Catholic Reporter” wymienił nazwisko Comastriego w gronie papabile – potencjalnych faworytów do wyboru na konklawe 2005. Allen zauważył, że mimo braku tytułu kardynalskiego Comastri może uzyskać kilka głosów elektorskich podobnie jak w 1958 Giovanni Battista Montini (od 1963 Paweł VI).
Na konsystorzu, z nominacji Benedykta XVI, w dniu 24 listopada 2007 został włączony do grona kardynałów.
Brał udział w konklawe 2013, które wybrało papieża Franciszka.
19 maja 2018 promowany do rangi kardynałów prezbiterów. Zachował dotychczasową diakonię na zasadzie pro hac vice.
17 października 2022 udekorowany Krzyżem Wielkim Orderu Zasługi Rzeczypospolitej Polskiej.
17 września 2023 w związku z ukończeniem 80 lat utracił prawo do uczestnictwa w przyszłych konklawe.